# Renaldas
Renaldas ist ein litauischer männlicher Vorname. 

## Herkunft
Renaldas ist die litauische Variante vom  italienischen männlichen Vornamen Rinaldo oder Reginald.

## Bekannte Namensträger
- Renaldas Augustinavičius (* 1979), Archäologe und Kulturpolitiker, Vizeminister
- Renaldas Gudauskas (* 1957), Informologe, Professor, Leiter der Litauischen Nationalbibliothek